# 東浦通
東浦通（ひがしうらとおり）は、愛知県名古屋市南区の地名。

## 歴史

### 町名の由来
当地はかつて海辺であり、丘陵地にある集落の東海岸にあたる場所であったことに由来するという。

### 沿革
- 1946年（昭和21年）11月11日 - 南区呼続町の一部により、同区東浦通が成立[3]。
- 1968年（昭和43年）8月15日 - 南区呼続町の一部を編入する[3]。
- 1984年（昭和59年）1月15日 - 南区平子二丁目・外山一丁目・外山二丁目にそれぞれ編入される[3]。
- 1986年（昭和61年）9月16日 - 南区鳥栖二丁目・桜台二丁目・中江一丁目・鶴田一丁目にそれぞれ編入され消滅[3]。